# Premio Scenario
Il Premio Scenario è un riconoscimento biennale di teatro nato nel 1987 da un'idea di Marco Baliani e promosso dall'associazione Scenario ETS. Il premio si articola in: Premio Scenario, Premio Scenario Periferie (aggiunto nel 2019, in sostituzione del Premio Scenario per Ustica dal 2005 al 2017), Premio Alessandra Belledi per la sfida artistica (aggiunto nel 2025), Premio Stefano Cipiciani per il dispositivo scenico (aggiunto nel 2025), e in anni alterni Premio Scenario Infanzia (a cui nel 2024 si aggiunge il Premio Scenario Adolescenza). Dal 2018 il premio viene assegnato nell'ambito di Scenario Festival, a Bologna.

## Storia del premio
Il Premio Scenario nasce nel 1987 per iniziativa di alcuni centri di produzione di teatro ragazzi e per intuizione di Marco Baliani. Il nome fu trovato dal critico Giuseppe Bartolucci in una conversazione con lo stesso Baliani.
Si svolge ogni due anni, alternando il Premio Scenario vero e proprio negli anni dispari (per progetti di spettacoli di nuovo teatro o nuova danza) e il Premio Scenario Infanzia e Adolescenza negli anni pari (per progetti di spettacoli rivolti all'infanzia e all'adolescenza). All'interno del Premio Scenario vero e proprio è stato istituito dal 2005 al 2017 uno specifico Premio Scenario per Ustica, per progetti particolarmente attenti all'impegno sociale e civile: questo nome è un omaggio alla Strage di Ustica e nasce da una collaborazione con l'Associazione Parenti delle Vittime della Strage di Ustica, avviata nel 2003. Successivamente, questo premio si è evoluto nel Premio Scenario Periferie.
Il concorso è promosso dall'associazione Scenario ETS, che mira a "promuovere e valorizzare la cultura teatrale con particolare riferimento alle esperienze di nuova drammaturgia portate avanti dai giovani artisti di teatro." L'associazione è composta da alcune decine di teatri e compagnie teatrali su tutto il territorio nazionale.
Il Premio Scenario ha cambiato formula durante le sue varie edizioni. Dal 2009 i partecipanti (che devono avere meno di 35 anni) presentano un progetto scritto di spettacolo a uno dei teatri soci dell'associazione. I soci avviano una fase istruttoria, convocando gli iscritti, che devono presentare 5 minuti di work in progress e illustrare il loro progetto. Al termine della fase istruttoria, le commissioni scelgono i progetti che passeranno alle tappe di selezione.
Le tappe di selezione sono due. Nelle tappe i gruppi e gli artisti selezionati dovranno mostrare 20 minuti del loro progetto. A giudicarli è un osservatorio critico composto dai soci. Al termine delle due tappe vengono scelti i progetti che arriveranno in finale.
Alla finale i gruppi e gli artisti selezionati dovranno mostrare sempre 20 minuti del loro progetto. Questa volta la giuria è composta in maggioranza da membri esterni, a cui si affiancano il presidente e il vice presidente dell'associazione. Fino al 2024 venivano premiati due vincitori e due menzionati, che complessivamente formavano la "Generazione Scenario". Dal 2025 i vincitori sono 4, uno per ciascun premio previsto.
Nel caso del Premio Scenario Infanzia e Premio Scenario Adolescenza, le tappe di selezione non sono due ma solo una e c'è un solo vincitore per ogni categoria.
A essere premiati non sono spettacoli, ma progetti in fieri. Generalmente dal momento dell'iscrizione alla premiazione passano circa 9 mesi, cosa che consente ai partecipanti un'elaborazione del progetto, anche grazie al ruolo di osservazione svolto dai soci e dalle giurie durante l'intero percorso.
Attualmente presidente dell'Associazione Scenario è Cristina Valenti.

## Vincitori delle edizioni
1987
- Miriam Bardini e Francesca Bettini (Milano) - Dall'alto
- Ditta Fratelli Guerriero (Parma) - Deliri
- Paolo Migone, Cristina Cacace Aubry e Susanna Mannelli (Roma) - Manteniamo la calma

1989
- Roberto Corona e Gianluigi Gherzi (Milano) - Arbol

1991
- Area Piccola (Perugia) - Degli eroici

1993
- Japigia Teatro (Bari) - Sonia la rossa, regia di Mariano Dammacco

1995
- Anna Redi e Annalisa Legato (Bologna) - Bagarie
- La Nuova Complesso Camerata (Montecchio Emilia) - Il ritorno è un addio alla fanciullezza

1997
- Elena Lolli e Annabella di Costanzo (Milano) - Alma Rosé

1999
- Patrizio Dall'Argine (Parma) - Contraerea

Segnalazioni speciali:
- Compagnia Bassini-Bruni (Ravenna) - Tangaz
- Compagnia del Lazzaretto (Bologna) - Com'è fatta la terra di mio padre
- Babbaluck (Napoli) - Core, regia di Sergio Longobardi

2001
- Compagnia Sud Costa Occidentale (Palermo) - mPalermu, regia di Emma Dante

- Teatro Rossosimona (Cosenza) - È il momento dell'amore, regia di Lindo Nudo

Segnalazioni speciali:
- Paolo Mazzarelli (Milano) - Pasolini, Pasolini!
- Compagnia Le Macrò Maudit (Milano) - Sbarlùsc. Il teatro senza varietà, regia di Giulio Baraldi

2003
Premio Scenario:
- M'arte- movimenti d'arte (Palermo) - Come campi da arare, regia di Giuseppe Cutino e Alessandra Fazzino

Segnalazioni speciali:
- Habillé d'Eau (Roma) - Refettorio
- Teatro Minimo (Andria - Ba) - Murgia
- ProgettoÀïshA (Modena) - Arrabat

Menzioni speciali:
- Compagnia Le Saracinesche (Ozzano Emilia) - Il balcone di Giulietta, regia di Pietro Floridia
- Silvia Gallerano (Milano) - Assola

Premio Ustica per il Teatro:
- Teatro dell'Orsa (Reggio Emilia) - Cuori di terra. Memoria per i sette fratelli Cervi

2005
Generazione Scenario:
Premio Scenario:
- Gianfranco Berardi e Gaetano Colella (Taranto) - Il deficiente

Segnalazioni speciali:
- Teatro Sotterraneo (Firenze) - 11/10 in apnea
- Taverna Est e DAMM Teatro (Napoli) - 'O Mare
- Francesca Proia (Ravenna) - Qualcosa da Sala

Premio Ustica per il Teatro:
- Decimopianeta (Napoli) - Quattro

Premio speciale della giuria per il Premio Ustica per il Teatro:
- Compagnia del Pappicio (Milano) - 'A noce

2006
Premio ScenarioINFANZIA:
- Samir Oursana (Modena) - Giuditta
- Antonio Calone (Napoli) - Taniko

Menzione speciale:
- Maria Ellero (Bologna) - Sono qui

2007
Generazione Scenario:
Premio Scenario:
- Babilonia Teatri (Verona) - Made in Italy

Segnalazioni speciali:
- Pathosformel (Venezia) - La timidezza delle ossa
- Teatrialchemici (Palermo) - Desideranza
- Gjergji Tushaj e Andrea Bovaia (Parma) - Ilir. Gli albanesi si occupano dei pomodori

Premio Ustica per il Teatro:
- Claudia Puglisi (Palermo) - San Bernardo

Premio speciale della giuria per il Premio Ustica per il Teatro:
- Gjergji Tushaj e Andrea Bovaia (Parma) - Ilir. Gli albanesi si occupano dei pomodori

Menzioni speciali per il Premio Ustica per il Teatro:
- Stradevarie (Carrara) - A piazza delle Erbe!
- Teatro dellarmadio (Cagliari) - Rivelazioni

2008
Premio ScenarioINFANZIA:
- Mosika (San Lazzaro di Savena) - Un paese di stelle e sorrisi

2009
Generazione Scenario:
Premio Scenario:
- Codice Ivan (Bolzano) - Pink, Me & The Roses

Premio Scenario per Ustica:
- Marta Cuscunà (Ronchi dei Legionari) - È bello vivere liberi!

Segnalazioni speciali:
- Anagoor (Castelfranco Veneto, TV) - Tempesta
- Odemà (Varedo, MI) - A tua Immagine

2010
Premio ScenarioINFANZIA:
- Compagnie Cassepipe/Eventeatro (Roma) - Hänsel e Gretel testo e regia di Vincenzo Manna

Menzioni speciali:
- Compagnia 7-8 chili (Offida) - Piano
- Compagnia Quinta Parete (Reggio Emilia) - E mantenne la parola

2011
Generazione Scenario:
Premio Scenario:
- Matteo Latino (Mattinata – Fg) - Infactory

Premio Scenario per Ustica:
- Carullo-Minasi (Messina) - Due passi sono

Segnalazioni speciali:
- Foscarini (Bassano del Grappa) - Spic & Span
- ReSpirale Teatro (Bologna) - L'Italia è il paese che amo

2012
Premio ScenarioINFANZIA:
- Compagnia L'Organizzazione (Roma) - John Tammet

Menzione speciale:
- Compagnia Mimmo Conte (Potenza) - Gilgamèsc

2013
Generazione Scenario:
Premio Scenario:
- Fratelli Dalla Via (Tonezza del Cimone - Vicenza) Mio figlio era come un padre per me

Premio Scenario per Ustica:
- Collettivo InternoEnki (Roma) - M.E.D.E.A. BIG OIL - scritto e diretto da Terry Paternoster

Segnalazioni speciali 
- nO (Dance first. Think later) (Roma) trenofermo a-Katzelmacher
- Beatrice Baruffini (Parma) W (prova di resistenza)

2014
Premio Scenario Infanzia
Vincitori ex aequo
- ScenaMadre (Lavagna - Genova) - La stanza dei giochi
- Giuliano Scarpinato (Palermo) - Fa'afafine  Segnalazione speciale:
- OcchiSulMondo (Perugia) - Greta la Matta

2015
Generazione Scenario:
Premio Scenario:
- Made in Europe (Varese)- Made in Europe-uno spettacolo in lingua originale

Premio Scenario per Ustica:
- Caroline Baglioni (Perugia)-Gianni

Segnalazioni Speciali:
- DispensaBarzotti (Torino)-Homologia
- Mario De Masi (Montefredane - Avellino) - Pisci 'e paranza

2017
Premio Scenario: 
- The Baby Walk ( Cernusco sul Naviglio - Milano) - Un Eschimese in Amazzonia
- Barbara Berti (Bologna) - Bau#2

Menzione Speciale: 
- Amor Vacui (Padova) - Intimità

Premio Scenario per Ustica:
- Shebbab Met Project (Bologna) - I Veryferici

Menzione Speciale:
- Pietro Piva (San Giovanni in Marignano - RN) - Abu sotto il mare
- Enrico Casale (La Spezia) - FaustBuch

Premio Scenario Infanzia:
- Valentina Dal Mas (Valdagno - VI) - Da dove guardi il mondo

Menzione Speciale: 
- Il teatro nel baule (Napoli) - Ticina

2018
Premio Scenario Infanzia:
- inQuanto teatro  (Firenze) - Storto

Menzione:
- Generazione Eskere  (La Spezia) - Domino
- Asini Bardasci (Mondavio - PU) - Fratellino e Fratellina

2019
Premio Scenario:
- Riccardo Favaro / Alessandro Bandini (Milano) - Una Vera Tragedia

Premio Scenario Periferie:
- collettivo lunAzione (Napoli) - Il colloquio

Segnalazione Speciale:
- Carolina Cametti (Milano) - Bob Rapsodhy
- Serena Guardone (Capezzano Pianore - LU) - Mezzo chilo

2020
Premio Scenario Infanzia (ex aequo):
- Nardinocchi / Matcovich   (Montesilvano - PE) - Arturo
- Hombre Collettivo (Parma) - Casa nostra

Menzione:
- Le Scimmie (Napoli) - Il vestito nuovo dell'imperatore
- Miriam Selima Fieno (Valle San Bartolomeo - AL) - From Syria: Is This a Child?
- Nadia Addis (Olbia) - Brigitte e le Petit bal perdu

2021
Premio Scenario:
- Mattia Cason (Belluno) - Le Etiopiche

Premio Scenario Periferie:
- Usine Baug (Bresso - MI) - Topi

Segnalazione Speciale:
- Baladam B-Side (Mirandola - MO) - Surrealismo capitalista
- Caterina Marino (Roma) - Still alive

2022
Premio Scenario Infanzia:
- BRAT (Porpetto - UD) - Nunc

Menzione:
- Baladam B-Side (Mirandola - MO) - California Under Routine
- Seppur (Frascati - RM) - Ninnoli

2023
Premio Scenario:
- Leonardo Tomasi (Sinnai - CA) - anonimasequestri

Premio Scenario Periferie:
- Valentina Dal Mas (Valdagno - VI) - Luisa

Segnalazione Speciale:
- Pietro Giannini (Genova) - La costanza della mia vita
- Tilia Auser (Lucca) - Tre voci

2024
Premio Scenario Infanzia:
- Natiscalzi DT (Castelnovo di Sotto - RE) - Cosa hai in testa?Premio Scenario Adolescenza:
- Cicconi/Vono (Milano) - Tinta. Una storia autobiograficaMenzione:
- Sea Dog Plus (Foligno - PG) - C.I.U.R.M.A.! – Pendagli da Forca
- Micol Jalla (Torino) - It’s a match!